# Garrett Nevels
Garrett Keith Nevels (Los Angeles, 26 novembre 1992) è un cestista statunitense.

## Palmarès
- Coppa di Polonia: 1

Trefl Sopot: 2023